# غويلرمو بيتانكورت
غويلرمو بيتانكورت هو مبارز بالسيف كوبي، ولد في 19 يوليو 1963.

## وصلات خارجية
- غويلرمو بيتانكورت على موقع اللجنة الأولمبية الدولية (الإنجليزية)
- غويلرمو بيتانكورت على موقع أوليمبيديا (الإنجليزية)